# Sociaal contract

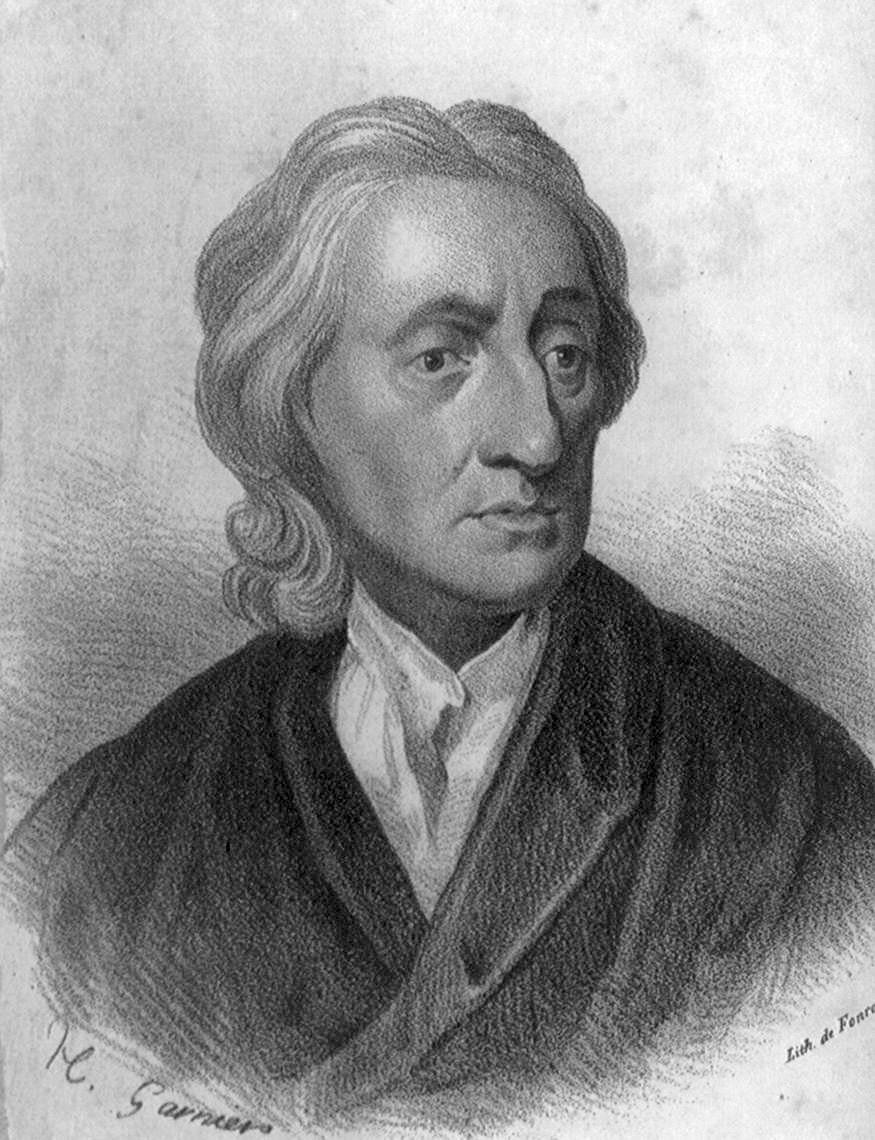
John Lockes geschriften over het Sociaal Contract waren in het bijzonder bij de Amerikaanse Founding Fathers invloedrijk

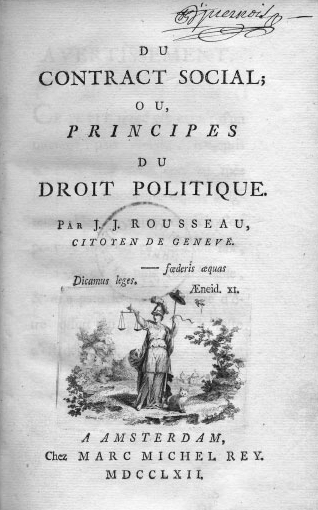
Voorpagina van "Du Contract Social" van politiek filosoof Jean-Jacques Rousseau uit 1762, gedrukt in Amsterdam.

Het sociaal contract is een van de fundamentale denkwijzen in de politieke filosofie en beschrijft een daadwerkelijke of hypothetische overeenkomst die in een maatschappij wordt gesloten over de manier waarop die maatschappij is georganiseerd. Het kan gaan om een pakt tussen burgers onderling of tussen burgers en hun heersers dan wel het politiek bestuur. Dit contract legt de verhoudingen en ieders plichten en rechten binnen de samenleving  tussen bevolking en regeerders vast. De theorie van het sociaal contract werd en wordt ook aangewend om het gezag van de staat over het individu te legitimeren. Het contract zou ooit in een ongenoemd verleden stilzwijgend zijn aangegaan om op een redelijke wijze de belangen van individuele burgers in evenwicht te brengen met die van de samenleving als geheel en van haar regeerders. Dit in tegenstelling tot de theorie dat een machthebber zijn of haar legitimiteit ontleent aan een almachtige God.

## Geschiedenis
De belangrijkste denkers over dit concept in de geschiedenis zijn de politiek filosofen Thomas Hobbes, John Locke, Jean-Jacques Rousseau en Immanuel Kant. Zij probeerden de georganiseerde samenleving te verklaren vanuit het idee dat mensen ooit zonder regels en in onbeperkte vrijheid in een soort natuurtoestand leefden, maar om uiteenlopende redenen, altijd uit eigenbelang, een contract met elkaar hebben afgesloten. De contractfilosofen hebben verschillende ideeën over de inhoud van dit contract, maar de ideeën hebben gemeen dat de mensen in het sociaal contract bepaalde vrijheden opgaven, waaronder het recht om voor eigen rechter te spelen. Individuele vrijheidsrechten werden deels overgedragen aan de gemeenschap, wat leidt tot democratie, of aan een soeverein.
De eerste aanzetten voor de contractgedachte zijn al te vinden bij de oud-Griekse filosofen maar het denken erover herleefde naar aanleiding van de bloedige godsdiensttwisten in het Europa van de 16e en 17e eeuw. Kernvraag was hoe een staat of vorstendom het beste zou kunnen worden ingericht om de vrede langdurig te bewaren. Na het wegvallen van de almacht van de Rooms-Katholieke Kerk door de Reformatie, die voerde tot nieuwe christelijke geloofsrichtingen van het protestantisme, dachten verschillende wetenschappers na over de vraag hoe de macht in handen van een vorst gerechtvaardigd kon worden, welke bevoegdheden een vorst zou moeten hebben en onder welke voorwaarden er legitimiteit bestond om deze te kunnen behouden. Voorheen was de absolute macht van de vorst gebaseerd op de macht van de God van de Roomse kerk, deze leer had geen algemeen gezag meer. 
Er bestaan verschillende filosofische opvattingen omtrent het sociaal contract, maar met een gemeenschappelijke rode draad. Het sociaal contract bestaat uit twee onderdelen: de pactum unionis en de pactum subjectionis. Bij het eerste wordt er een horizontaal sociaal contract gesloten tussen burgers, waarbij men elkaars vrijheid erkent alsook de begrenzing ervan. Bij het tweede onderwerpen de burgers zich aan het absolute staatsgezag, en staan ze hun vrijheid of een gedeelte daarvan af.
Hoewel er reeds bij de Griekse sofisten ideeën in deze richting te vinden zijn, wordt de ontwikkeling van het concept 'sociaal contract' zoals er tegenwoordig over wordt gedacht voornamelijk toegeschreven aan Thomas Hobbes, John Locke, Jean-Jacques Rousseau en Immanuel Kant. In de vorige eeuw was John Rawls een van de belangrijke politiek filosofen die over het sociaal contract schreef. Vanaf begin deze eeuw vindt wereldwijd een herleving van de discussie plaats onder het verzamelbegrip nieuw sociaal contract (Engels: new social contract). Daarbij worden onder één en hetzelfde begrip verschillende analysen, idealen en doelstellingen voor het voetlicht gebracht. Van een transitie naar zelfredzaamheid van werknemers en zzp-ers bepleit door de Nederlandse denktank de Baliegroep, het versterken van sociale grondrechten in een manifest van de Partij van Europese Sociaaldemocraten tot het dichten van de kloof tussen arm en rijk in een rapport van de Verenigde Naties.

## Filosofen en economen

### Thomas Hobbes (1588-1679)
Volgens Hobbes' Leviathan (1651) leefden de mensen oorspronkelijk in een natuurlijke toestand, zonder besef van goed of kwaad. Ieder mens voorzag in zijn eigen behoeften en nam wat hij kon nemen. "Man's life was solitary, poor, nasty, brutish and short". Die 'natuurlijke toestand' was dus een toestand van voortdurende oorlog, die pas eindigde toen de mensen bereid waren hun persoonlijke vrijheid op te geven en in handen te geven van een totalitaire soeverein. Hobbes verklaart de sociale cohesie daarmee vanuit de macht van de staat. Deze politiek-filosofische opvatting, waarbij de staat tegenover zijn ingezetenen staat, wordt ook wel het conflictmodel genoemd.

### John Locke (1632-1704)
In de tweede verhandeling van zijn "Two Treatises of Government" (1689) bracht Locke een opvatting van het sociaal contract naar voren, die op een aantal punten verschilde van die van Hobbes. Locke aanvaardt het centrale denkbeeld dat personen in een natuurstaat vrijwillig samenkomen om een staat te vormen. Hij dacht echter, anders dan Hobbes, dat de individuen in een natuurlijke staat zichzelf morele grenzen oplegden die hun acties bepaalden. Niettemin leefden zij volgens Locke in een toestand van angst. Ze zagen in dat een 'neutral judge' (een onafhankelijke scheidsrechter) voor hun gedeelde belangen zou kunnen opkomen, en hun vrijheid, hun materieel bezit en hun levens zou kunnen beschermen. Waar Hobbes in zijn Leviathan gepleit had voor een bijna absoluut gezag, argumenteerde Locke dat alle acties van de staat slechts gelegitimeerd konden worden vanuit het algemeen belang van de samenleving. Locke was er ook van overtuigd dat mensen in een samenleving het 'juiste' zouden doen en dat alle mensen beschikten over natuurlijke rechten.

### Jean-Jacques Rousseau (1712-1778)
Jean-Jacques Rousseaus "Het maatschappelijk verdrag" (1762) stelde dat de mensen in hun presociale natuurstaat vredelievend en timide waren. Het ontstaan van wetten was volgens hem terug te voeren op het feit dat die mensen een deel van hun individuele vrijheid wilden inleveren in ruil voor meer bescherming. Uitgangspunt is hierbij dat wanneer de mens in volledige vrijheid leeft, dit een bedreiging vormt voor diens veiligheid. Derhalve diende een regering gebaseerd te zijn op de wil van de geregeerden, de "volonté générale". Dit hield ook in dat een regering niet door macht alleen gelegitimeerd mocht zijn. Bij Rousseau komt de sociale cohesie dus tot stand door consensus, daarom ook wel het consensusmodel genoemd, tegenover het conflictmodel van Hobbes.

### John Rawls (1921-2002)
In 1971 blies John Rawls (1921–2002) het sociaal contract nieuw leven in met zijn werk A Theory of Justice. Hij stelde een contracttheorie voor met kantiaanse trekjes. In A Theory of Justice stelde hij een soort gedachte-experiment voor waarbij rationele mensen zich moesten voorstellen dat ze zich in een hypothetische 'original position' bevonden. Daarbij worden ze verondersteld geen weet te hebben van hun toekomstige positie in de maatschappij en vanuit die positie stellen ze dan een 'sociaal contract' op. Door op die manier vanachter een veil of ignorance (sluier van onwetendheid) de principes van een rechtvaardige samenleving op te stellen, zou gewaarborgd worden dat ieders rechten gevrijwaard bleven. Niemand zou immers zichzelf in een benadeelde situatie willen plaatsen, waardoor de rationele mensen die het contract opstelden hun best deden dat niemand onrecht werd aangedaan en dat alle leden van de maatschappij fair behandeld zouden worden. De theorie is in dat opzicht dus kantiaans te noemen, omdat Rawls tracht universele wetten op te stellen die het principe van rechtvaardigheid waarborgen. Thomas Nagel was een van de eerste filosofen om dit werk kritisch te belichten (1973, "Rawls on Justice", Philosophical Review).

### Minouche Shafik (1962-)
De Engelse top-econoom Minouche Shafik, toen directeur van de London School of Economics, publiceerde begin 2021 het werk What We Owe Each Other: A New Social Contract dat wereldwijd furore maakte, vooral in economische kringen. Daarin geeft ze, zoals ze het zelf omschrijft, aanzetten voor mogelijke recepten om wereldwijd economieën en maatschappijen die kwalen vertonen, weer gezond te krijgen. Ze stelt dat dit alleen kan wanneer op alle niveaus, en in allerlei kringen, van politiek, economie en wetenschap tot maatschappij, onderneming en gezin, nieuwe verbintenissen worden gesloten over onderlinge verhoudingen en taakverdeling.

## Gebruik van het model sociaal contract

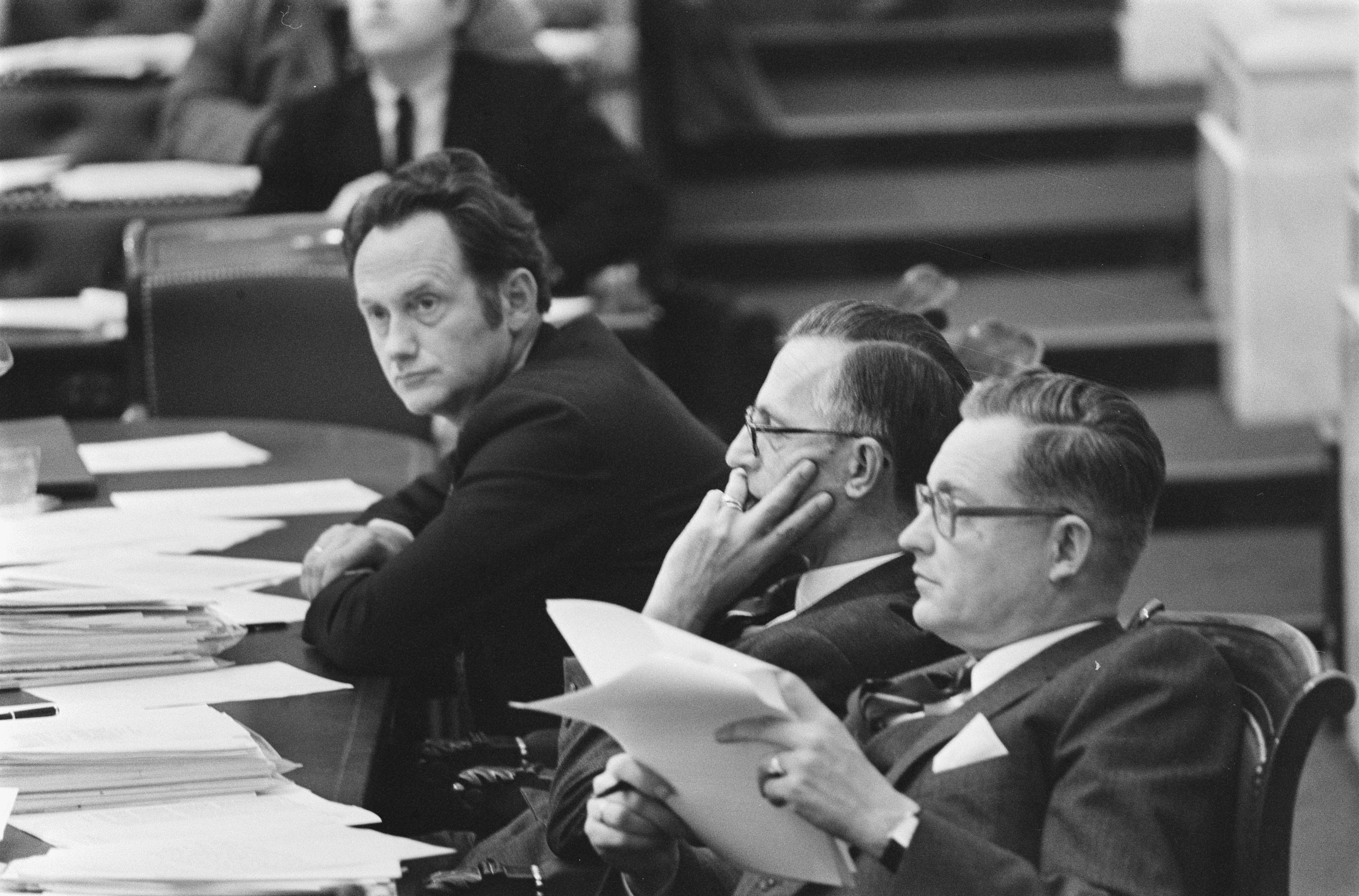
Bespreking van het Sociaal Contract tussen regering, bedrijfsleven en vakbonden in de Nederlandse Tweede Kamer, de ministers Jaap Boersma en Roelof Nelissen, 1972.De Sociaal Economische Raad had eerder dat jaar geadviseerd tot afspraken te komen over het te voeren inkomens- en prijsbeleid, vanwege de verwachting dat er steile prijsstijgingen aankomen. Het ging de SER om een matiging van lonen en prijzen.

### Bataafse Republiek (1795)
Het concept van het sociaal contract, of zoals het werd vernederlandst, van het Maatschappelijk Verdrag, was voor de grondleggers van de Bataafse Republiek in 1795 een leidraad geweest voor de constitutie en latere wetgeving. De Boekenwet 1803, die onder de Bataafse Republiek korte tijd de eerste nationale regeling in Nederland werd ter bestrijding van ongeoorloofde nadruk, maakte in artikel 1 uitdrukkelijk melding van dit desalniettemin hypothetisch verdrag.

### Thomas Donaldson (1982)
De Amerikaanse bedrijfsethicus Thomas Donaldson gaf met zijn stakeholders-theorie in 1982 een toepassing van het sociaal contract binnen de bedrijfsethiek. Hiermee kwam hij tot een erkenning van het bestaansrecht van ondernemingen.

### In woonwijken (1991, 2007)
Verwant aan het idee van een sociaal contract is dat van omgangsregels of een zogenaamde straatetiquette in problematische wijken, waartoe Jan Willem Duyvendak en Evelien Tonkens in juni 2007 opriepen. Dat zou het samenleven van autochtonen en nieuwkomers moeten vergemakkelijken en mogelijk zelfs het zich 'thuis voelen' van immigranten. Een dergelijk recept is, minstens tussen de regels door, ook te vinden bij Edward R. Shapiro en A. Wesley Carr, die een heel boek wijdden aan het zich verloren voelen in wat een vertrouwde omgeving zou moeten zijn. Een gevoel dat bij tal van oudere autochtone Nederlanders te beluisteren is. Overigens, in de meeste gevallen is daarbij sprake van een sluimerend conflict, hoe ongemakkelijk ook.
Onderzoeker Geert Driessen bracht tegen de suggestie van Duyvendak en Tonkens in dat het maar zeer de vraag is of de autochtonen en allochtonen waar het dan vooral vaak om gaat, nog afgezien van de taalbarrières, wel de daarvoor vereiste onderhandelingsmores en -vaardigheden hebben en of de autochtone minderheid wel de bereidheid heeft om zich te voegen naar de religieus en cultureel bepaalde regels van de dominante allochtone groepen (lees: moslimmannen).
De meest voor de hand liggende uitweg voor het probleem dat Duyvendak/Tonkens, Shapiro/Carr en Driessen aansnijden, is wellicht dat een min of meer machtige, bekwame en gezaghebbende partij een bemiddelende rol op zich neemt.

### Nederlandse politieke beweging
Politicus Pieter Omtzigt richtte in 2023 samen met Hein Pieper en Kilian Wawoe een nieuwe politieke partij op met de naam Nieuw Sociaal Contract. Een van de doelstellingen is, de idealen die ze heeft over vernieuwing van het sociaal contract door actieve deelname aan het politiek bestuur direct en van binnenuit in de praktijk om te zetten. Daarnaast is de bedoeling dat leden zelf in de maatschappij de idealen vorm gaan geven.

## Nieuw sociaal contract

### Nederland
Met name na de zogenaamde toeslagenaffaire, kwam in Nederland een publieke discussie op gang over de mogelijke noodzaak van hervormingen van het politiek bestuurlijke systeem en de verhoudingen tussen burger en bestuur. Toenmalig directeur van het Sociaal en Cultureel Planbureau Kim Putters, vroeg zich in zijn boek Veenbrand uit 2019 af, of er niet gekomen moet worden tot een nieuw sociaal contract. De plekken waar de traditionele macht wordt uitgeoefend zijn naar zijn mening aan verandering toe. Er moet anders naar organisaties en naar zeggenschap worden gekeken, door de politiek, instituties, maatschappelijke organisaties en burgers. Ook de nieuwe rol van de rechter, die er door burgers wordt bij geroepen wanneer het politiek bestuur zich niet aan doelstellingen en gedane beloftes houdt, zou onder de loep moeten.
Een van de aanzwengelaars van de toeslagenaffaire in de landelijke politiek, toenmalig CDA-politicus Pieter Omtzigt, gebruikte het begrip als titel van zijn boek uit 2021, Een nieuw sociaal contract en richtte in 2023 met enkele anderen een politieke partij op met dezelfde naam. 

### Internationaal
In 2021 publiceerde de Engelse top-econoom Minouche Shafik, thans directeur van de Columbia Universiteit, het werk What We Owe Each Other: A New Social Contract. Zij pleit voor een revisie van onderlinge afspraken en verhoudingen in verschillende lagen van de bevolking, op verschillende terreinen en door verschillende instituties en organisaties. Daaraan vooraf gingen meerdere initiatieven die onder dezelfde naam een aanzet gaven tot verandering. 
- Het World Economic Forum zette het onderwerp op de agenda voor haar congressen in Davos van 2018 en 2022.[17][18]
- De Wereldbank besteedde aandacht aan het vraagstuk in het rapport Toward a New Social Contract: Taking on Distributional Tensions in Europe and Central Asia uit 2018.[5][6]
- De Europese sociaal democratische partijen in het Europees Parlement, verenigd in de PES, stelden in 2019 het manifest A New Social Contract for Europe op, gebaseerd op een reeks beleidsresoluties die eind 2018 op het partijcongres in Lissabon waren aangenomen. Het bevat de verplichtingen die de partij ziet op zeven belangrijke gebieden en was het resultaat van een uitgebreid overleg met NGO's en vooraanstaande progressieve denkers.[19]